# Vickers Vimy
Vickers Vimy là một loại máy bay ném bom hạng nặng của Anh.

## Biến thể
- F.B.27 Vimy:
- F.B.27A Vimy II:
- Vimy Ambulance:
- Vimy Commercial:

## Quốc gia sử dụng

### Quân sự
Anh Quốc
- Không quân Hoàng gia (Vimy, Vimy Ambulance & Vernon).

### Dân sự
Đài Loan
- Chính phủ Trung Hoa Dân quốc (Vimy Commercial).

 Pháp
- Grands Express Aériens (Vimy Commercial).

 Liên Xô
 Tây Ban Nha
- Chính phủ Tây Ban Nha (Vimy).

 Anh Quốc
- Imperial Airways (Vimy Commercial).
- Instone Air Line (Vimy Commercial).

## Tính năng kỹ chiến thuật (Vimy)
Đặc điểm tổng quát
- Chiều dài: 43 ft 7 in (13,28 m)
- Sải cánh: 68 ft 1 in (20,75 m)
- Chiều cao: 15 ft 8 in (4,77 m)
- Diện tích cánh: 1.330 sq ft (123,56 m²)
- Trọng lượng rỗng: 7.104 lb (3.222 kg)
- Trọng lượng cất cánh tối đa: 10.884 lb (4.937 kg)
- Động cơ: 2 × Rolls-Royce Eagle VIII, 360 hp (268 kW)  mỗi chiếc

 Hiệu suất bay 
- Vận tốc cực đại: 100 mph (161 km/h)
- Tầm bay: 900 mi (1.448 km)
- Trần bay: 7.000 ft (2.134 m)
- Công suất/trọng lượng: 0,07 hp/lb (0,11 kW/kg)

Trang bị vũ khí

- Súng: 2 × súng máy Lewis .303 in (7,7 mm)
- Bom: 2.476 lb (1.123 kg) bom